# Menhir di Cerami
I Menhir di Cerami sono un gruppo di sei menhir che si trovano in contrada Sotto Mersi, ai piedi del Monte Mersi a Cerami, provincia di Enna, Sicilia.

## Descrizione
Scoperti nel 2019 in un remoto e difficilmente accessibile fondo agricolo, i menhir formano un complesso monumentale neolitico, che probabilmente assolveva a funzioni astronomiche.